# کلیسای انطاکیه

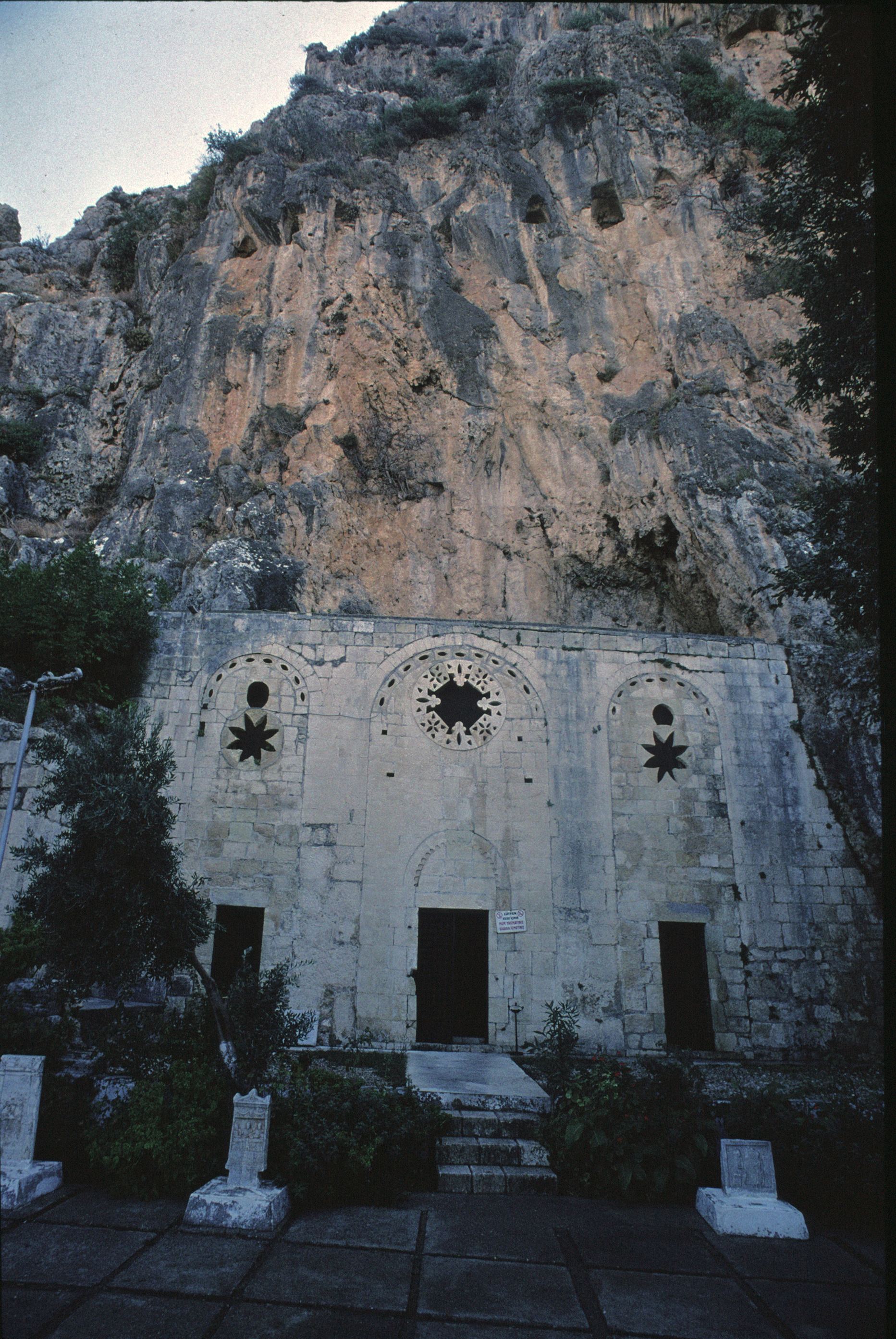
نمایی از اولین کلیسای انطاکیه که توسط صلیبیون ساخته شد (در سال ۱۸۶۳ بازسازی شد). فضای داخلی به کلیسای سه راهرو تبدیل شده‌است. برخی از بقایای یک کف موزاییک متعلق به قرن پنجم است. در سمت چپ محراب، تونلی وجود دارد که مسیحیان اولیه برای فرار از آن استفاده می‌کردند. در سمت راست محراب، قلمه‌ای وجود دارد که آب از سنگ‌ها می‌چکد و ظاهراً خواص دارویی است. - ۲۰۱۹

کلیسای انطاکیه (عربی: کنیسة أنطاکیة؛ ترکی استانبولی: Antakya Kilisesi) یکی از کلیساهای پنج‌گانه تشکیل دهنده کلیسای مسیحی قبل از جدایی شرق و غرب بود.